# Formats de vídeo reduïts
Els formats de vídeo reduïts són aquells formats de vídeo on la imatge presenta reduccions en la mida. Aquest fet, es fonamenta en el fet que per a certes aplicacions, no és necessari aconseguir una excessiva qualitat d'imatge de vídeo, i per tant, es poden estalviar recursos mitjançant aquestes reduccions

## Objectius
Amb el desenvolupament de les noves tecnologies i la capacitat de connexió a la xarxa de la majoria de dispositius mòbils és necessària la implementació de nous estàndards per reduir la mida de les dades multimèdia.
La finalitat a assolir mitjançant aquesta reducció és aconseguir un important decrement del bitrate útil pel dispositiu receptor respecte al bitrate original (amb un compromís de qualitat acceptable). Aquest mètode pot fer possible la transmissió del senyal a suports de baixa densitat o en canals de reduïda amplada de banda.

## Tipus de formats
1. SIF: El format SIF (Source Input Format) té una gran similitud amb el CIF (Common Intermediate Format) però amb la diferència que està definit a l'MPEG-1. El SIF és una format de vídeo que va ser desenvolupat per permetre l'emmagatzemament i la transmissió de vídeo digital. Aquest format és potser el més popular, on s'especifica una relació 4:2:0 entre les components de luminància i les de croma.
| Format         | Matriu de Lluma | Matriu Croma | Freqüència de refresc |
| -------------- | --------------- | ------------ | --------------------- |
| PAL 635/50     | 360x288         | 180x144      | 25 Hz                 |
| NTSC 575/59.94 | 360x240         | 180x120      | 29,97 Hz              |

Tot i això, la indústria informàtica ha definit els píxels quadrats(entenent que a les TV antigues eren rectangulars (1,22:1))SIF per formar resolucions de 320 x 240 (QVGA) o 384x288 píxels actius.
SIF i 4SIF s'utilitzen en sistemes de videoconferència.
- Aplicacions: MPEG-1 per a la versió SIF de 352x288, per a poder treballar amb blocs d'imatge de 16x16 i poder aplicar tècniques de compensació de moviment.

2.CIF: El format CIF (Common Intermediate Format) també conegut com a FCIF(Full common intermediate format), és un format utilitzat per estandarditzar la resolució horitzontal i vertical de seqüències YcbCr en senyals de vídeo. CIF defineix una seqüència de vídeo amb una resolució de 352x288 píxels com PAL Source Input Format (SIF) i una freqüència de 29,97 fps com el NTSC, amb un submostreig de 4:2:0. Degut a la falta de compatibilitat entre els diferents formats d'imatge utilitzats en el món, es va crear un format normalitzat comú, que qualsevol codificador H.261 haurà d'utilitzar.
| Senyals mostrejades     | Y, B-Y, R-Y                   |
| Freqüències de mostreig | 6,75 MHz (Y), 3,375 MHz (B-Y) |
| Estructura de mostreig  | Ortogonal, no enllaçada       |
| Relació d'aspecte       | 4:3                           |

- Aplicacions: Videoconferència. CIF forma part del protocol H.261 de la Unió Internacional de Telecomunicacions.

3.QCIF/QSIF: Els formats QCIF/QSIF (Quater Common/Source Intermediate Format) s'obtenen reduint la resolució espacial en un factor 4 i la resolució temporal en un factor 2 o 4. Aquest submostreig (en un factor 4 tal com hem dit), es porta a terme mitjançant un filtratge del senyal SIF. Per tant, utilitzen una representació de 180x144 píxels (EUR) o de 180x120 (EUA).
- Aplicacions: Aquests formats són utilitzats per a transmissió de senyals de vídeo en sistemes mòbils mitjançant la recomanació H.261 i H.263 o també per a la transmissió de vídeo en directe per Internet.